# Верхний Айск
Ве́рхний Айск — деревня в Саткинском районе Челябинской области России. Входит в состав Айлинского сельского поселения.
Протекает река Ай. 

## Население
| 2002 | 2010 |
| ---- | ---- |
| 175  | ↘156 |

По данным Всероссийской переписи, в 2010 году численность населения деревни составляла 156 человек (82 мужчины и 74 женщины).

## Уличная сеть
Уличная сеть деревни состоит из 2 улиц.